# Cursa Amstel Gold 2023
Cursa Amstel Gold 2023 a fost ediția a 57-a cursei de ciclism Cursa Amstel Gold, cursă de o zi. S-a desfășurat pe data de 16 aprilie 2023 și face parte din calendarul UCI World Tour 2023.

## Echipe participante
Întrucât Amstel Gold este un eveniment din cadrul UCI World Tour 2023, toate cele 18 echipe UCI au fost invitate automat și obligate să aibă o echipă în cursă. Șapte echipe profesioniste continentale au primit wildcard.

### Echipe UCI World
| - AG2R Citroën Team - Alpecin–Deceuninck - Arkéa-Samsic - Astana Qazaqstan Team - Bora–Hansgrohe - Cofidis - EF Education–EasyPost - Groupama–FDJ - Ineos Grenadiers - Intermarché–Circus–Wanty - Movistar Team | - Soudal Quick-Step - Team Bahrain Victorious - Team DSM - Team Jayco–AlUla - Team Jumbo–Visma - Trek-Segafredo - UAE Team Emirates |  |

### Echipe continentale profesioniste UCI
| - Israel–Premier Tech - Lotto–Dstny - Q36.5 Pro Cycling Team - Team Flanders–Baloise | - Team TotalEnergies - Tudor Pro Cycling Team - Uno-X Pro Cycling Team |  |

## Rezultate
Rezultate oficiale.
| Loc | Concurent                | Echipă                  | Timp       |
| --- | ------------------------ | ----------------------- | ---------- |
| 1   | Tadej Pogačar            | UAE Team Emirates       | 6h 02' 02" |
| 2   | Ben Healy                | EF Education–EasyPost   | +38"       |
| 3   | Tom Pidcock              | Ineos Grenadiers        | +2' 14"    |
| 4   | Andreas Kron             | Lotto–Dstny             | +2' 14"    |
| 5   | Alexei Luțenko           | Astana Qazaqstan Team   | +2' 14"    |
| 6   | Andrea Bagioli           | Soudal Quick-Step       | +3' 14"    |
| 7   | Maxim Van Gils           | Lotto–Dstny             | +3' 14"    |
| 8   | Mattias Skjelmose Jensen | Trek–Segafredo          | +3' 14"    |
| 9   | Alexander Kamp           | TTudor Pro Cycling Team | +3' 14"    |
| 10  | Axel Zingle              | Cofidis                 | +3' 14"    |

## Legături externe
- en Site web oficial
- Cursa Amstel Gold 2023 – ProCyclingStats